# Eximén Pérez de Tarazona

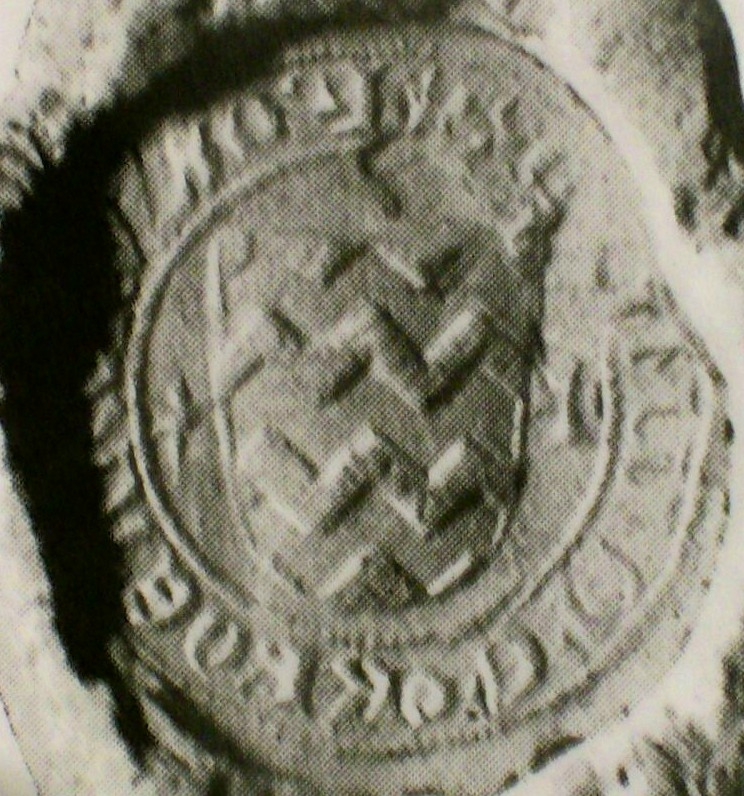
Segell d'Eximén Pérez d'Arenós

Eximén Pérez de Tarazona (també Eximén Pérez d'Arenós o Eiximèn Peres d'Arenós) (? - abans 30 juny del 1266) va ser un cavaller del llinatge aragonès dels Tarazona i fundador del llinatge valencià dels Arenós.

## Orígens familiars
Net de Sancho Sánchez Zapata de Valtorres
Fill de Blasco Sánchez Zapata i de NN de Castro
Germà de Pero Pérez de Tarazona, Antonio Pérez de Tarazona i de Garcia Sánchez Zapata de Calatayud

## Matrimoni i descendents
Es casà amb Elpha Pérez. Fills:
- Ruy Eximénez d'Arenós, senyor de Borriol
- Pero Eximénez d'Arenós, senyor de Montornés, Tornesa
- García Eximénez d'Arenós,
- Johan Eximénez d'Arenós,
- Teresa Eximénez d'Arenós, casada amb Fernando Pérez Aba-Omahet, fill de Zayd Abu Zayd
- Martín Garcés
- Eximén d'Arenós
- Blasco Eximénez d'Arenós "el Major" casat el 1242 amb Alda Ferrandis Aba-Omahet, filla de Zayd Abu Zayd

## Biografia

### Conquesta de València
Va participar en la Conquesta de València lluitant al Setge de Borriana del 1233. Retornà al Regne d'Aragó i hi restà fins al 1237. Lluità a la batalla del Puig i després de la caiguda de Balansiya el rei el nomenà executor del Repartiment de València; en agraïment li donà el castell i la vila d'Andilla. Fou nomenat Lloctinent del Regne de València. (?-1251-?)

### La Baronia d'Arenós
El 1241 el rei el nomenà ric-homen, categoria següent a la del mateix rei i els infants. Per raó del casament del seu fill Blasco Eximénis d'Arenós amb Alda Ferrándis Aba-Omahet, filla de Zayd Abu Zayd, rebé la Baronia d'Arenós i les alqueries de Massarrojos i Benifaraig en dot compartit amb el seu fill. A partir d'aleshores canvià el seu cognom pel d'Arenós.

### Tractat d'Almizra
El 1244 estigué present en la signatura del Tractat d'Almizra entre Jaume I d'Aragó i Alfons X de Castella, participant després en el Setge de Xàtiva (1244). Després intercanvià amb el rei els castells de Castalla i Onil, per les alqueries de Xest i Vilamarxant.

### Segona revolta dels sarraïns valencians
Lluità durant la segona revolta mudèjar i matà al cabdill sarraí Aben Bazel, liquidant tot el seu exèrcit. Aquesta victòria obligà a al-Azraq a refugiar-se amb el rei Alfons X de Castella, que es declarà el seu protector. El 18 de febrer del 1254 el rei Jaume I d'Aragó li donà el castell i la vila de Borriol, amb les seues alqueries i jurisdicció civil i criminal.

### Tercera revolta dels sarraïns valencians
Morí el 3 d'octubre del 1266 lluitant contra els sarraïns a les fronteres del Regne de Múrcia.

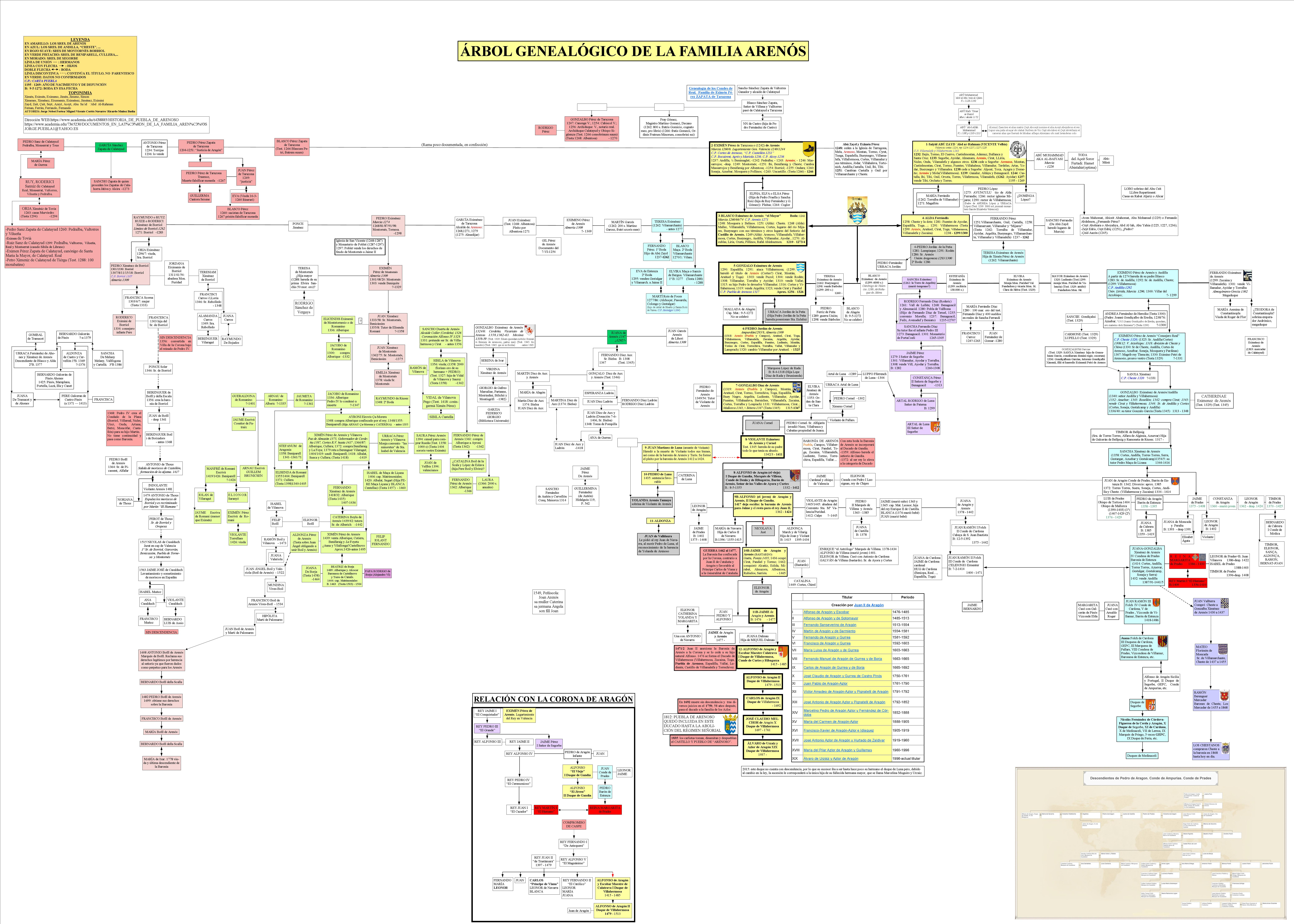
Arbre dels Tarazona i Arenós

## Possessions territorials
- Carta de Pobla a Cortes de Arenoso, 1251
- Signa la Carta Pobla de Castelló, 1251. Com a lloctinent de Jaume I.
- Signa la Carta Pobla de Bocairent, Agres i Mariola, 1256. Com a lloctinent de Jaume I.
- Signa la Carta Pobla d'Alcoi, 1256. Com a lloctinent de Jaume I.
- Andilla, 1237
- Pedralba, 1242
- Baronia d'Arenós, 1243
- Massarrojos, 1246
- Benifaraig i Cheste, 1251
- Borriol, 1254
- Ondara, 1255
- Soneja, Azuebar, Mosquera i Pollinos, 1260
- Uncastillo, 1263
- El 1248 Abú Zayd i Eximén Pérez cedeixen a l'església de Tarragona: Mela, Arenoso, Montan, Tormo, Cyrat, Tuega, Espadella, Bueynegro, Villamalefa, Villaformosa, Cortes, Villamalur i els seus termes, Jódar, Villahaleva, Tortonich, Andilla,Castalla, Unil, Ibi, Tibi.

| Eximén Pérez de Tarazona Llinatge de Tarazona / Llinatge d'Arenós |                                                      |                                |
| Càrrec de govern                                                  |                                                      |                                |
| Precedit per: ?                                                   | Procurador General del Regne de València (1244-1258) | Succeït per: Eximen I de Foces |